# 河島敬蔵
河島 敬蔵（かわしま けいぞう、1859年4月3日（安政6年3月1日） - 1935年（昭和10年）5月26日）は、日本の教育者、英文学者、翻訳家。日本で初めて原文からシェイクスピア劇を翻訳し、ロミオとジュリエットの翻訳「露妙樹利戯曲 春情浮世の夢」、ジュリアス・シーザーの翻訳「沙吉比亜戯曲羅馬盛衰鑑」を刊行するなど坪内逍遙と双璧をなした。教え子には元田作之進（立教大学初代学長）や杉村楚人冠（俳人、朝日新聞社記者）らがいる。

## 人物・経歴
1859年4月3日（安政6年3月1日）、現在の和歌山県和歌山市に和歌山藩士河島喜八郎の長男として生まれる。幼児期より聡明で記憶力に富んでいたという。1869年（明治2年）11歳のときに紀州藩学習館の漢学寮に学ぶが、同時にこの学校に付属する「洋学寮」で英語とフランス語を学ぶ。
廃藩置県後の1872年（明治5年）6月には、和歌山の岡山学校（縣学）英学変則科に進むが、変則式であったため、神戸に出て本式の英語を学ぶことにする。縣学の教師たちは慶應義塾出身であったが、当時主流であった変則式は、英語の発音は間違っており、文の意味さえ取れればよいという学習法であったため、英語教師たちのそうした教え方に不満を抱き、もっと自由に英語を話したり書いたりしたい思っていた河島は、父の許しを得て、神戸に出て正則式の本式英語を学ぶことにしたのであった。縣学の同級生には鎌田栄吉（後の慶應義塾塾長）や関直彦（後の東京日日新聞社長）、谷井保らがいた。
神戸ではアメリカ帰りの新進学者であった関口保兵衛の塾に入るが、教師の発音は立派で、慶應義塾出身の教師たちとは比較にならないものであった。河島は既に「洋学寮」や「縣学」で学び英語の実力を蓄えていたため、第二読本や第三読本をすぐに学び終えてしまうことになるが、第三読本が終わるころになると関口先生の読書力や理解力が低いことが次第に分かり、自分の目的にするものと合わないと悟り、約半年間でこの塾を辞めることにした。他の塾を探していたが、ちょうど脚気で苦しんでいたため、一時和歌山に戻った。病気が治るともう一度神戸に出て勉学を続けようとも思ったが、当時の学生は不品行で酒をのみ女遊びをしたりして学費を浪費するのが当然と思う時代でもあったため、神戸の学校を気に入らず、また財政上の理由もあり、大阪にいくことを決めた。
1873年（明治6年）3月、大阪で米国聖公会のアメリカ人宣教師アーサー・ラザフォード・モリスの経営する聖テモテ学校（後の大阪・英和学舎、立教大学の前身の一つ）に入学し、普通英学正則科及び数学を修める。1874年（明治7年）12月、同校卒業。
1875年（明治8年）2月、上京して立教学校（現・立教大学）で哲学、数学を専攻する。1879年（明治12年）1月まで、広く学識を深めていく。勉学のかたわら、他の学校で英語を教えていたといわれる。立教学校時代の友人には、後に三井財閥を経て北浜銀行（現・三菱UFJ銀行）や阪急電鉄（阪急阪神ホールディングス）などを多くの企業を創設した岩下清周がいた。
父が病になったことから和歌山に帰郷し、1879年（明治12年）4月から1981年（明治14年）10月まで、私立英学校「自修学舎」（自修舎／自修英学校／自修私学校）で数学等を教える。この学校は、1875年（明治8年）に慶応義塾出身者が旧藩主の徳川茂承の援助を受けて創設し運営される私立の中等学校で、慶應義塾の出身者が英語教師を務めていた。慶応出身の教師らが教える英語の発音は変則英語だったが、河島は正しい発音である正則英語を教えた。この頃、慶応義塾出身の城泉太郎も和歌山の自修学舎で教えている。
1882年（明治15年）9月、大阪・英和学舎（現・立教大学）の教授となる。当時の学校長はテオドシウス・ティングが務めていた。河島は教職のあい間に聖書や英語などの研究に打ち込んでいたが、ある日、英和学舎の図書館で、偶然シェイクスピアの戯曲全集を発見する。河島は、この劇の翻訳を思い立ち、日本立憲政党新聞（現：毎日新聞）の編集者・草間時福（旧制松山中学初代校長）に話すと、彼は乗り気となり、翻訳すれば新聞へ連載することを約束した。
早速『ジュリアス・シーザー』の翻訳に着手するが、当時は本格的な英文学研究がほとんど行われていなかったため、注釈書は無論のこと、まともな辞書もない中で、暗中模索の状態から始まったが、学校の放課後の数時間をこの劇の翻訳に当てて、教え子の元田作之進（後の立教大学初代学長）に筆記させ、わずか数週間で訳了したと言われる。
苦心の末やっとの思いで翻訳を完了した河島は、『ジュリアス・シーザー』の翻訳である『欧州戯曲ジュリアスシーザルの劇』として、1883年（明治16年）2月16日から4月11日まで31回にわたって日本立憲政党新聞（現：毎日新聞）に全部を掲載した。これが、わが国初の原本によるシェィクスピア劇の完全な逐語訳の完成であった。訳文も、実に流暢な日本文であり、明治初期における外国文学翻訳のなかでも名訳のひとつとされる。
河島は、1883年（明治16年）3月から1885年（明治18年）5月までは、和歌山の私立徳修学校（上述の自修学舎が統合された学校と思われる）で数学、英語を教授した。この時に河島から英語を学んだ生徒に杉村廣太郎（楚人冠）がおり、河島の発音は正しい英語の発音で「変に舌を巻いて、妙な発音をするのが、子供心に大変珍しかつた」と後年に杉村は回想している。
1885年（明治18年）、森田庄兵衛の招きにより和歌山県伊都郡の自助私学校で教鞭をとるかたわらシェイクスピア劇全集の翻訳に着手。全37篇中、悲劇9篇、史劇5篇、喜劇4篇、伝奇劇4篇を読破し、1886年（明治19年）に大阪駿々堂から『沙吉比亜戯曲・羅馬盛衰鑑』を出版、また同年にわが国で初めての『ロミオとジュリエット』の翻訳である『露妙樹利戯曲・春情浮世之夢』を和歌山の耕文舎から出版した。若者たちには、英学を講じる中で、世界の大勢を語り、シェイクスピアの作品についても語り聞かせたという。
1887年（明治20年）には横浜のビクトリア学校（Queen Victoria Public School）に招聘され、和歌山を離れた。河島はビクトリア学校で英国人生徒らを3年間教え、その後は逓信省勤務を経て母校の立教大学講師としてシェイクスピアなどを講じた。
そのほか、多くの英語教材を執筆し、「文部省検定済・中学校教科用書」として、『英会話教科書』『英作文初歩』『学生会話』などを出版。英語教師として面目躍如の活躍をした。旧制桃山中学校（現・桃山学院中学校・高等学校）でも教鞭を執っている。
シェイクスピアの翻訳にかけては、坪内逍遙と双璧であった河島敬蔵は、1935年（昭和10年）、76歳で亡くなった。

## その他
1930年（昭和5年）3月1日に大阪今橋の大阪倶楽部で開催された立教大学校友会の関西校友大会に出席し、校友会長の松崎半三郎の開会挨拶、大学学長の杉浦貞二郎と立教中学校校長の小島茂による母校の現状報告の演説、大阪支部長の松村松次郎、京都支部長の早川喜四郎の祝辞演説の後、河島敬蔵が挨拶した。河島は钁鑠たる老軀を携げて起ち上がり、立教大学の草創期を知るものとして懐古談に花を咲かせた。